# Closteriaceae
Closteriaceae, porodica parožina, dio reda Desmidiales. Preko 200 vrsta u 3 roda

## Rodovi
1. Closterium Nitzsch ex Ralfs
2. Echinella Acharius
3. Spinoclosterium C.Bernard